# 태평도
태평도(太平道)는 가장 일찍 성립된 도교적 종교 교단이다. 성립은 2세기 전반.
창시자는 우길(于吉)이나 그의 가르침을 계승한 장각(張角, ？∼184)에 의해 발전하였다. 이 교단의 경전은 <태평청령서(太平淸領書)>로서, 여기에 보면 하늘의 신(神)은 선악(善惡)의 행위에 따라 인간의 생명을 증감(增減)하며, 질병은 그가 범(犯)한 죄과에 대한 신의 벌(罰)이라는 사과신(司過神)의 신앙을 볼 수 있다. 교법(敎法)의 중심은 병을 고치는 데 있는데 병자에게 자신이 범한 죄과를 반성시키고 신 앞에서 참회고백(懺悔告白)시킨 후 영력(靈力)을 지닌 부록과 물(水)을 먹이며, 9개의 마디가 있는 지팡이(九節杖)를 가지고 기도를 드린다.
장각은 10여 년간의 포교로 10만여 명의 신도를 얻어 이를 조직화하고 황하(黃河) 하류 지역을 중심으로 종교 왕국을 이룩하여 후한(後漢) 왕조에 반기를 들어 봉기하였다. 이때 머리에 황색 수건을 둘러 표시를 하였기 때문에 황건적(黃巾賊)이라 불린다. 한때는 그 세력이 후한 왕조를 동요시킬 만큼 확대되었으나, 장각이 전사하자(184) 급속히 쇠퇴하기 시작하여 1년 남짓 후에 평정되었다. 그리고 그 잔당(殘黨)은 오두미도에 흡수되고 말았다. 

## 참고 문헌
- 이 문서에는 다음커뮤니케이션(현 카카오)에서 GFDL 또는 CC-SA 라이선스로 배포한 글로벌 세계대백과사전의 내용을 기초로 작성된 글이 포함되어 있습니다.